# USS Enterprise (CV-6)
«Ентерпрайз» (англ. USS Enterprise (CV-6)) — американський авіаносець типу «Йорктаун»

## Історія служби

### Довоєнний період
Авіаносець «Ентерпрайз» закладений 16 липня 1934 року, спущений на воду 3 жовтня 1936 року, в строю з 12 травня 1938 року. Після вступу в стрій входив до складу Тихоокеанського флоту США. 

### Початок війни
За дев'ять днів до японського нападу на Перл-Гарбор корабель вийшов з головної бази, завантажений винищувачами для гарнізону острова Вейк, і 7 грудня 1941 року перебував у морі, за 200 миль на захід від Перл-Гарбора. З перших днів війни авіаносець брав активну участь у бойових діях. Вже 10 грудня його літаки потопили японський підводний човен I-70. Потім були удари по японських базах на Маршаллових Островах (01.02.1942), острову Вейк (24.02.1942), острову Маркус (04.03.1942). Результати цих атак були скромними: пошкоджений ворожий крейсер та мінний загороджувач. 18 квітня авіаносець прикривав «Хорнет» в рейді на Токіо.

### Битва за Мідвей

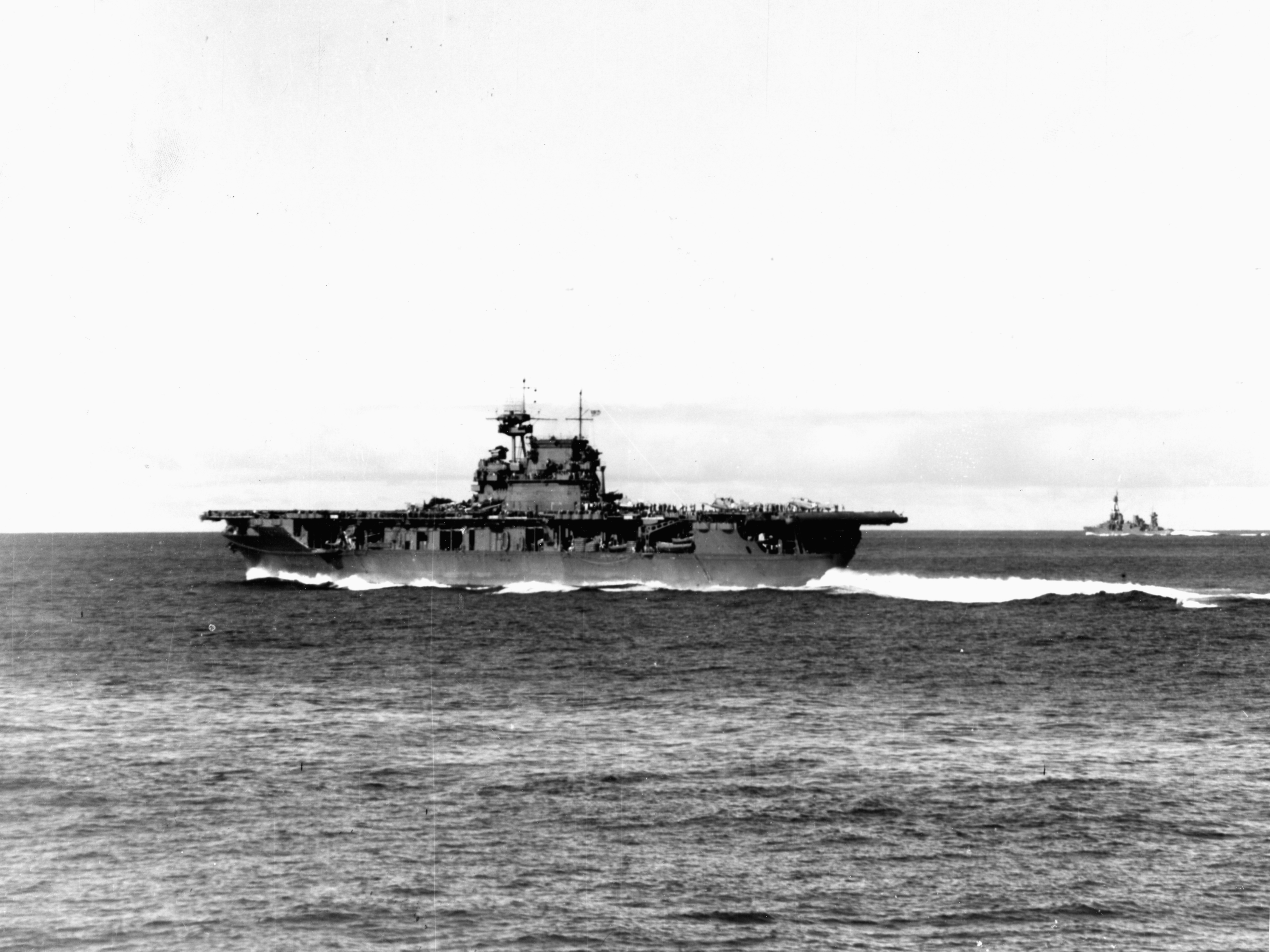
«Ентерпрайз» під час битви за Мідвей. 4 червня 1942 року

Під час битви за Мідвей 4 червня літаки «Ентерпрайза» потопили три японських авіаносці: «Акаґі», «Каґа» та «Хірю».

### Битва за Гуадалканал
В серпні «Ентерпрайз» брав участь у прикритті висадки на Гуадалканал та битві біля східних Соломонових островів. В ході останньої авіаносець зазнав серйозних пошкоджень внаслідок влучання трьох 250-кг авіабомб. Найсерйознішим виявилось руйнування кормового ліфта, яке викликало пожежу під ангарною палубою. Близькими вибухами була зруйнована заправна система, що викликало ряд займань в кормовій частині корабля. Втрати екіпажу склали 74 вбитих та 95 поранених. Ремонт в Перл-Гарборі тривав два місяці.

### Бій біля островів Санта-Крус

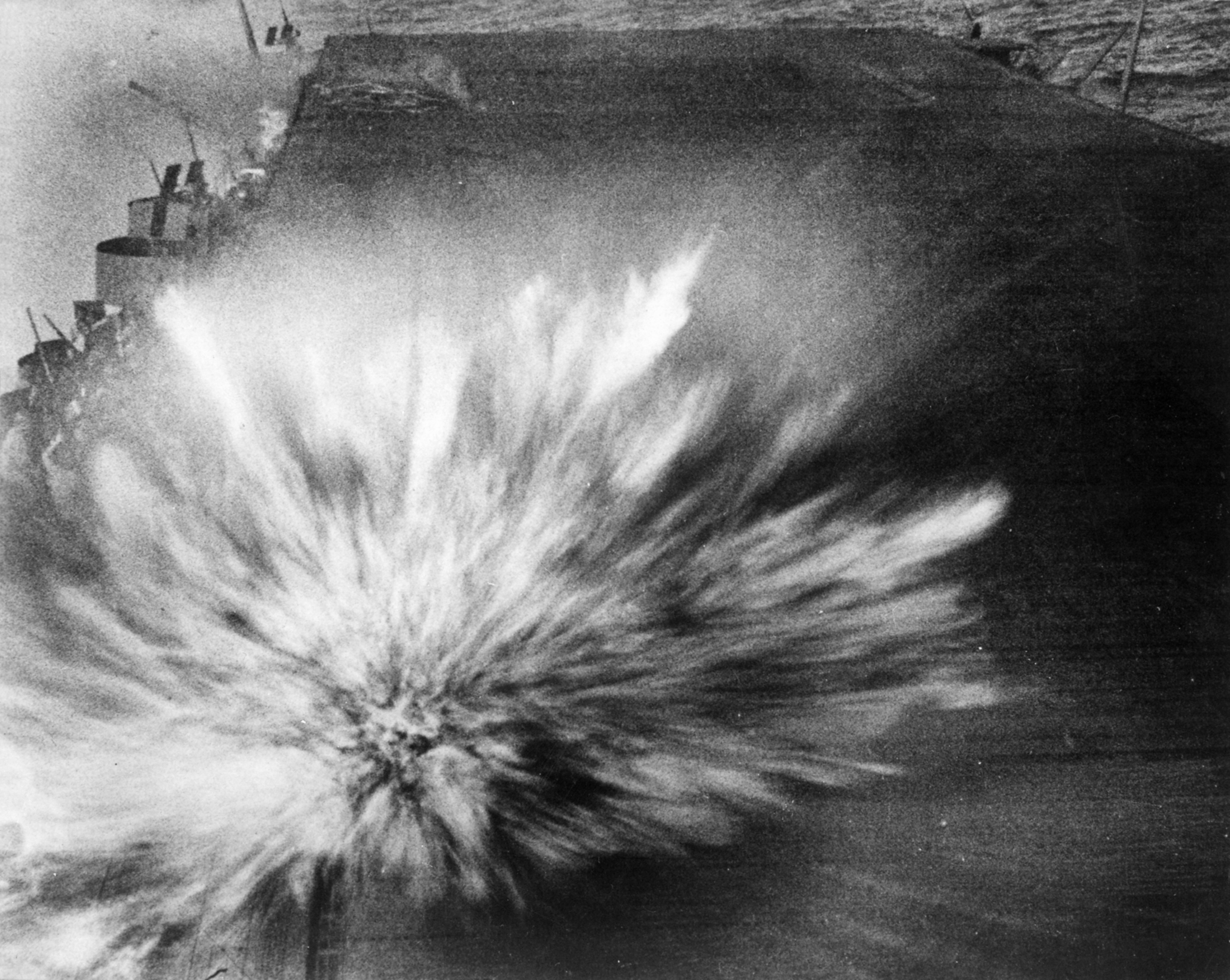
Вибух бомби на палубі авіаносця під час битви біля східних Соломонових островів 24 серпня 1942 року

26 жовтня 1942 року «Ентерпрайз» брав участь в битві біля островів Санта-Крус. Його авіагрупа пошкодила японський авіаносець «Дзуйхо», але й у нього самого влучили три 250-кг бомби. Перша пробила півбак та розірвалась у воді, друга вразила політну палубу за носовим ліфтом, викликавши пожежу у внутрішніх відсіках, третя вибухнула в ангарі в центральній частині корпуса.
Слідом за бомбардувальниками «Ентерпрайз» атакували 25 японських торпедоносців, але жодного разу не влучили. Незважаючи на важкі втрати в особовому складі, авіаносець зберіг хід та керованість і самостійно прибув на аварійний ремонт в Нумеа.

### Морський бій біля Гуадалканалу
Оскільки в бою біля островів Санта-Крус загинув «Хорнет», до січня 1943 року «Ентерпрайз» залишався єдиним авіаносцем США на Тихому океані. З березня по жовтень 1942 року він пройшов ремонт та модернізацію в США, після чого взяв участь в останній морській битві біля Гуадалканалу. 13-14 листопада його літаки потопили японський лінійний крейсер «Хіей», крейсер «Кінугаса» та пошкодили декілька інших кораблів. Але важливішим був розгром японського конвою, який складався з 11 транспортів та перевозив на Гуадалканал підкріплення та важку техніку. Під час семи повітряних атак були потоплені шість та важко пошкоджений ще один транспорт, який згодом теж затонув. Хоча більшість солдат врятували есмінці супроводження, але були втрачені вся важка техніка та боєприпаси. Решта японських транспортів викинулись на берег Гуадалканалу. Таким чином, була зірвана остання спроба японців змінити баланс сил на Тихому океані.

### Наступ на Тихому океані
В листопаді-грудні «Ентерпрайз» прикривав десантну операцію на островах Гілберта, в січні 1944 року на Маршаллових островах та Східних Каролінських островах. 21 квітня він завдавав удару по ворожих об'єктах в Новій Гвінеї. В червні авіаносець забезпечував висадку на Маріанські острови та брав участь в битві у Філіппінському морі. У вересні-жовтні атакував японські бази на Західних Каролінських островах, Окінаві, Лусоні та Формозі. Брав участь в битві в затоці Лейте, в ході якої 24 жовтня авіагрупа «Ентерпрайза» атакувала лінкор «Мусасі».

### Останні бої

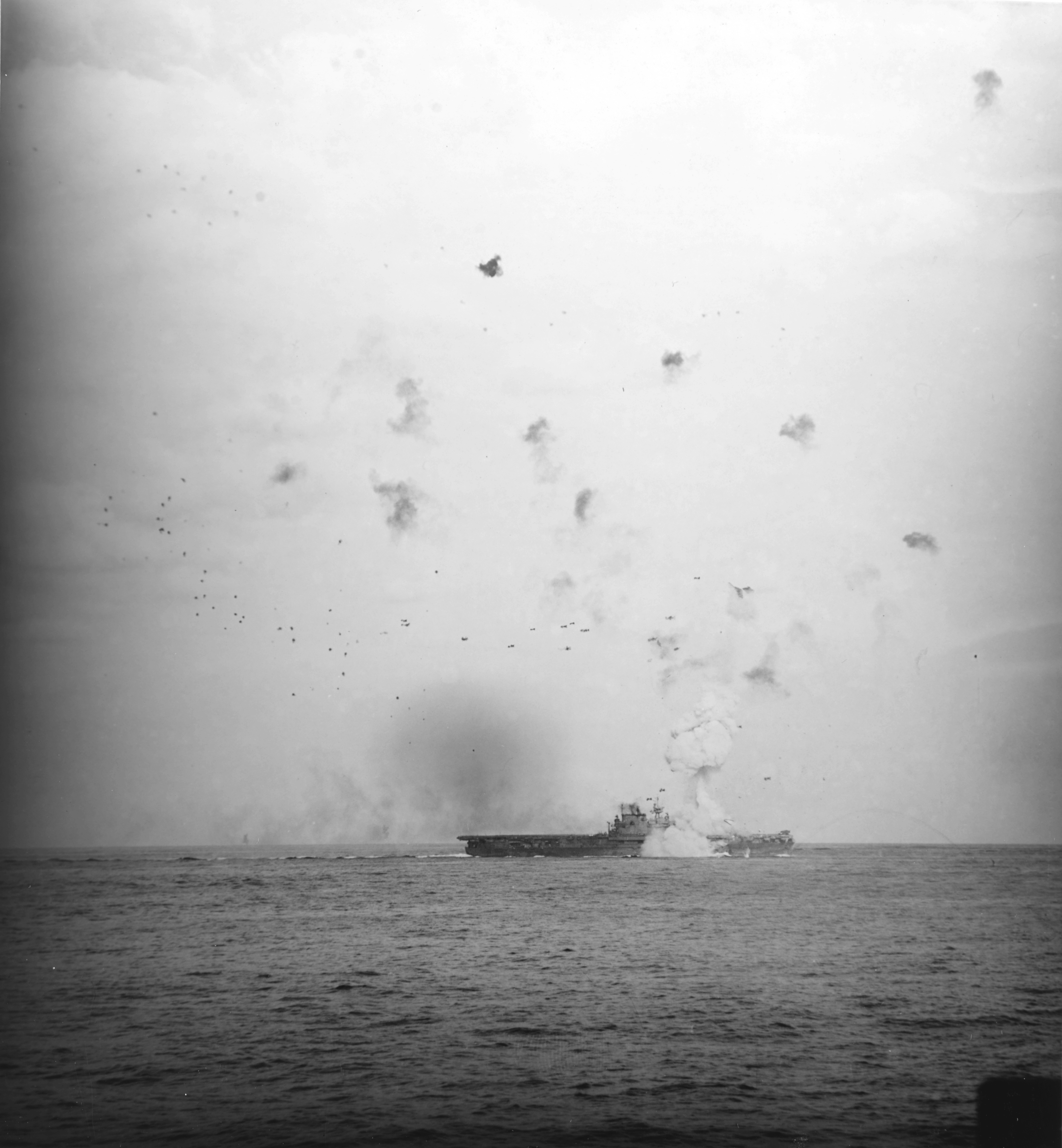
Вибух на авіаносці після влучання камікадзе 14 травня 1945 року.
Знімок зроблений з лінкора «Вашингтон»

На початку 1945 року постало питання про подальше використання авіаносців довоєнної побудови. Технічні особливості цих кораблів, перш за все, можливості ліфтів, катапульт та злітних смуг, вже не відповідали оперативній обстановці на театрі воєнних дій. Крім того, у США з'явилась значна кількість нових, потужніших ударних авіаносців. Тому з січня старі кораблі були тимчасово усунуті від тактичних дій та залучені до операцій з нічного бомбардування Японії. Вдень авіаносці знаходились на значній віддалі від японських баз, а ввечері, наближались до берега, піднімаючи в повітря ударне бомбардувальне з'єднання. Прийнявши на борт літаки після атаки, кораблі знову відходили далі в море.
11 квітня 1945 року в ході битви за Окінаву в «Ентерпрайз» врізався літак пілота-смертника, і корабель пішов до острова Уліті. 14 травня 1945 року «Ентерпрайз» отримав важкі пошкодження внаслідок влучання двох камікадзе. Один з них врізався у воду поблизу правого борту, другий — в районі кормового спонсона. Вибух у воді першого літака пошкодив енергетичну установку, а також частину електрообладнання. Корпус корабля був пробитий в декількох місцях. Авіаносець вийшов з ладу та став на ремонт до кінця війни.

### Підсумки служби
«Ентерпрайз» вніс найзначніший вклад в успіхи американського флоту серед усіх кораблів ВМС США. Він став одним з трьох авіаносців довоєнної побудови, що воювали протягом всієї війни. На відміну від «Саратоги», що довгий час проводив у ремонтах, та «Рейнджера», який використовувався обмежено, «Ентерпрайз»  брав участь майже у всіх битвах на Тихому океані, причому в битві за Мідвей роль літаків його авіагрупи була вирішальною. Не менш значною була його участь в битві біля Гуадалканалу. 
Тривала участь в боях дозволила авіаносцю стати рекордсменом як за числом збитих літаків, так і потоплених кораблів противника. Так, за офіційними даними, він знищив або брав участь у потопленні 71 японського корабля, а його авіагрупа збила 911 ворожих літаків.

### Післявоєнна служба

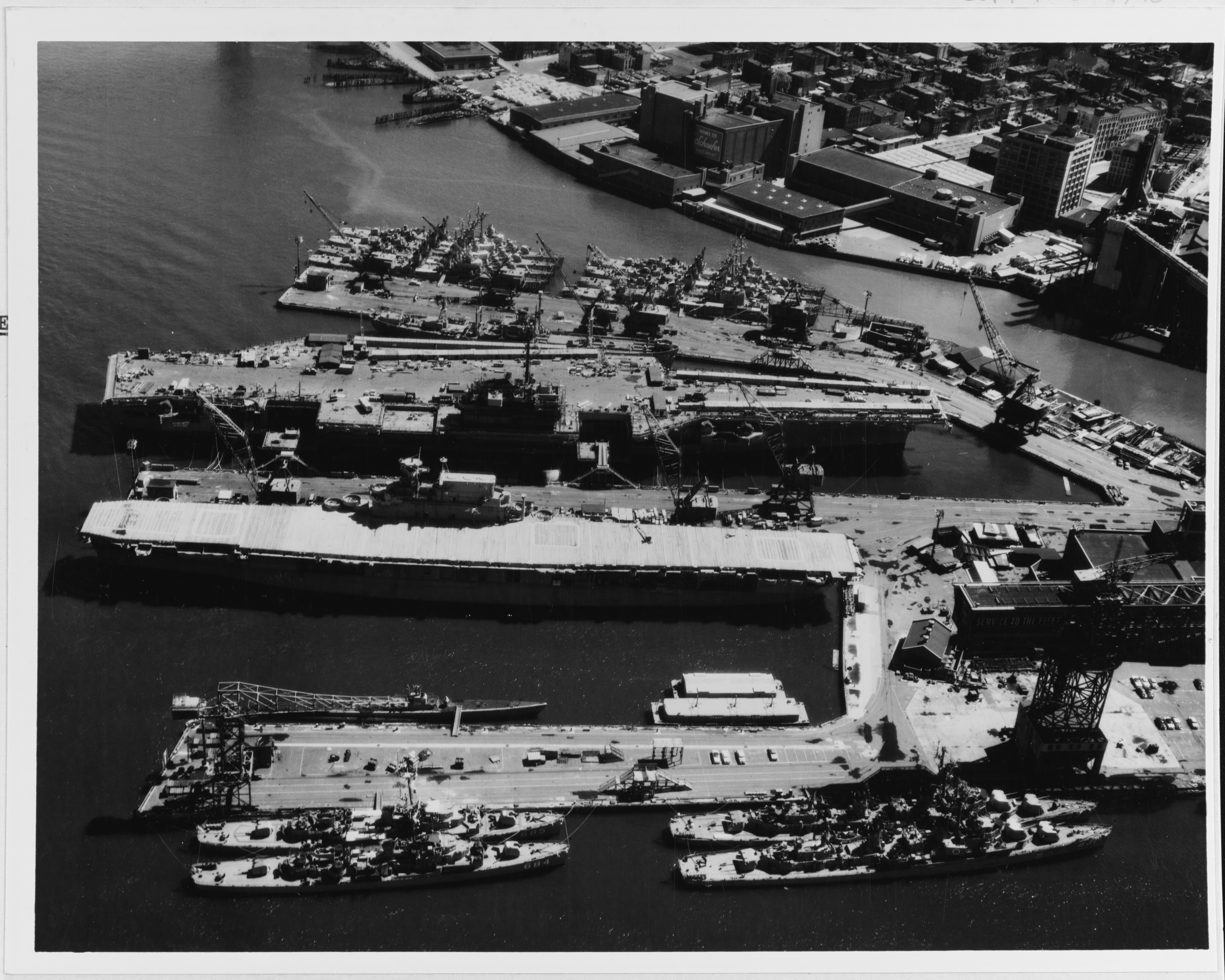
«Ентерпрайз» в очікуванні розборки на метал. 22 червня 1958 року

В жовтні 1945 року «Ентерпрайз» використовували для транспортних перевезень між Європою та східним узбережжям США. 17 лютого 1947 року корабель вивели в резерв. 1 жовтня 1952 року його перекласифікували в ударний авіаносець, в серпні наступного — в протичовновий, але у стрій не вводили.
В кінці 50-х років ветерани Другої світової війни намагались викупити авіаносець у флоту та організувати на ньому меморіал морякам та льотчикам, що загинули в роки війни, проте зібраних коштів виявилось недостатньо. 1 серпня 1958 року корабель продали на злам.